# Suchoj Su-75
Suchoj Su-75 Checkmate (Šachmat, rusky Сухой Су-75) je ruský jednomotorový lehký stíhací letoun typu stealth, vyvíjený společností Suchoj primárně pro export a pro Vzdušně-kosmické síly Ruské federace. Konstrukční kancelář Suchoj letoun označuje také jako T-75 s registrační značkou RF-0075.

## Vývoj

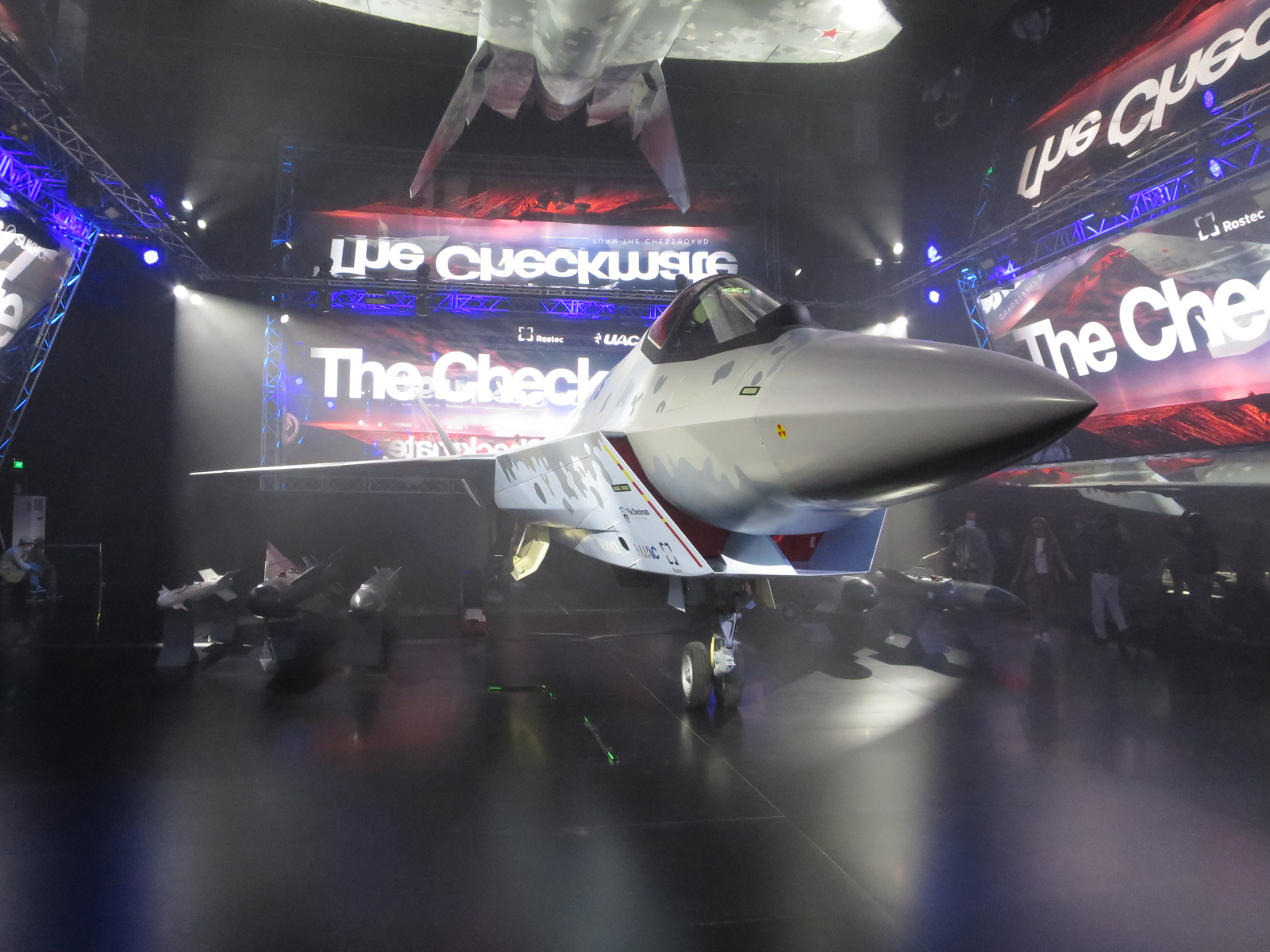
Maketa Su-75 naveletrhu Dubai Air Show 2021

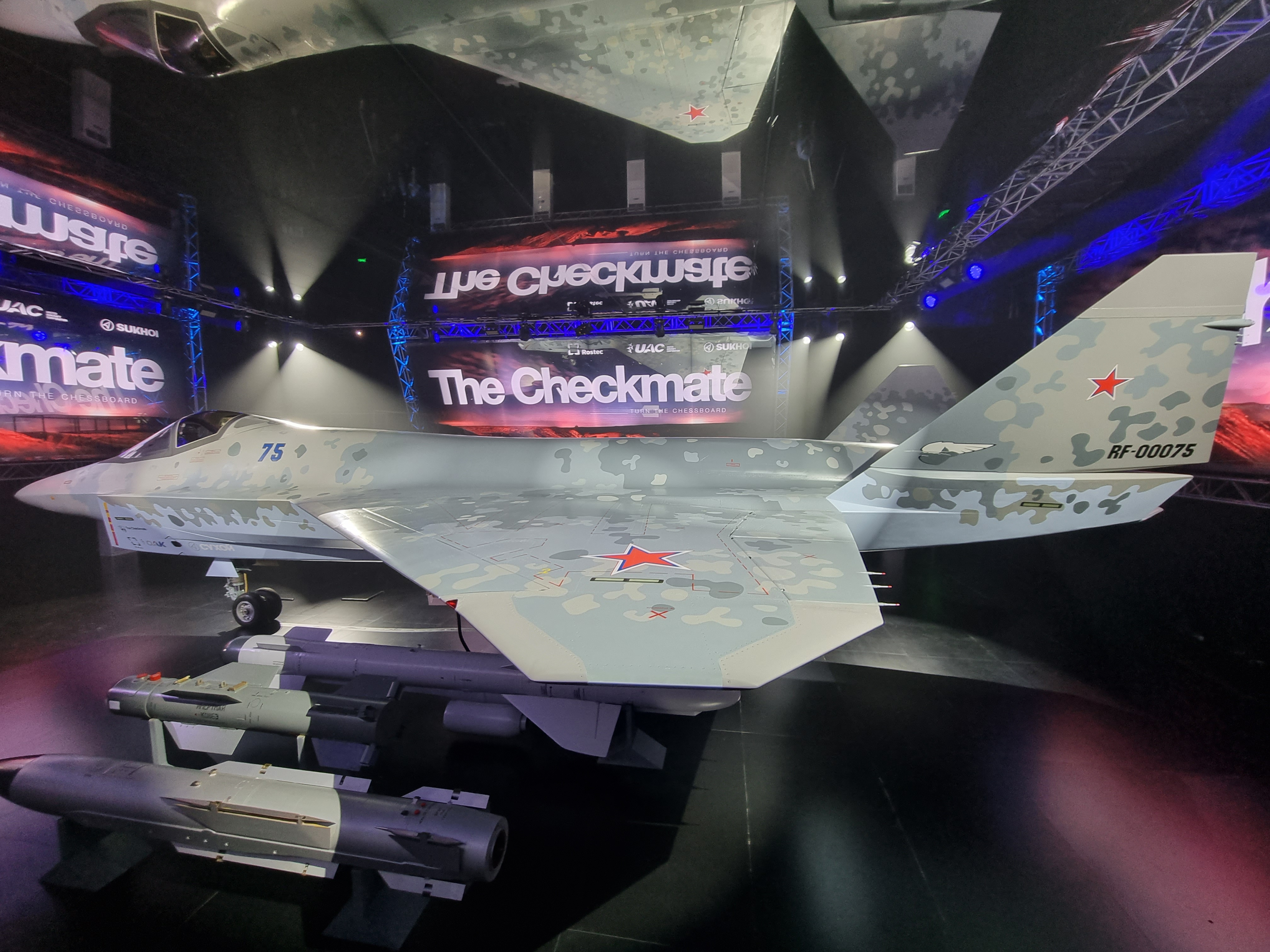
Maketa Su-75 naveletrhu Dubai Air Show 2021

Maketa letounu Su-75 byla představena na leteckém veletrhu MAKS 2021 za účasti ruského prezidenta Vladimira Putina. První let byl nejprve naplánován na rok 2023 a později posunut na rok 2024. První dodávky byly plánovány na roky 2026–2027. Su-75 je navržen jako nízkonákladový letoun pro export, který je prezentován jako konkurence letounům Lockheed Martin F-35 Lightning II a Shenyang FC-31 stejné lehké až střední hmotnostní kategorie.
Předpokládaná výroba je 300 letadel během 15 let. Dne 14. listopadu 2021 bylo oznámeno, že v leteckém závodě v Komsomolsku na Amuru, kde se vyrábí Suchoj Su-57, byla zahájena výroba několika prototypů letounu Su-75. Podle šéfa společnosti Rostec Sergeje Čemezova měl každý letoun stát 25-30 milionů amerických dolarů. 
Stejně jako u podobného projektu vývoje letounu Su-57 se i v případě vývoje Su-75 očekává řada problémů a prodlužování deklarovaných termínů. Vývoj by se také mohl zpozdit kvůli mezinárodním sankcím, uvaleným na Rusko z důvodu invaze na Ukrajinu, protože Rusko nemůže dovážet polovodiče a ostatní high-tech zařízení z Evropské unie. Potenciální exportní prodej se také zastavil, protože Rusko nesmí obchodovat s použitím amerických dolarů.
Dne 16. srpna 2022 oznámila Sjednocená letecká korporace, že plánuje postavit čtyři prototypy Su-75, přičemž letové zkoušky jsou plánovány již na rok 2024. Roku 2025 výrobce oznámil, že v tomto roce plánuje dokončení prvních dvou prototypů Su-75, jednoho pro statické a druhého pro letové zkoušky.

## Design
Su-75 Checkmate má vstupní otvor bez odbočky, ocasní plochy ve tvaru písmene V a vnitřní zbraňové prostory - všechny tyto prvky mají snížit radarový odraz. Plocha křídla se zdá být velká, což zpravodaj David Axe interpretoval tak, že Suchoj stíhačku navrhl pro let a boj ve velkých výškách – 40 000 stop a více.
Úhlové břišní vstupní otvory, které obepínají spodní část přídě, mají společné rysy s konstrukční koncepcí bezodtokových nadzvukových vstupních otvorů (DSI), která byla poprvé představena u letounu Boeing X-32. Bezrozvodný nadzvukový vstup je mechanicky jednoduchý; může snížit náklady ve srovnání se složitějšími konstrukcemi vstupů, jako jsou Boeing F-15 a Suchoj Su-27. Namísto samostatných horizontálních a vertikálních stabilizátorů s pohyblivými kormidly a výškovkami má letoun Su-75 ocasní plochy podobné těm, které měl prototyp Northrop YF-23. Tyto ocasní plochy („ruddervatory“) vyžadují, aby Suchoj vyvinul sofistikované systémy řízení letu, protože aktuálně taková funkce ve stíhačkách Su-35 ani Su-57 neexistuje.
Podle konstruktérů stíhačky je Su-75 navržen tak, aby mohl létat s doletem až 3 000 km, nést užitečné zatížení až 7 400 kg a dosahovat rychlosti až Mach 1,8–2. Stíhačka bude také vybavena vnitřním zbraňovým prostorem s pěti raketami a autokanónem.

### Motor
Zdá se, že pohonnou jednotkou je motor Saturn Izdělije 30, který bude pohánět i variantu Su-57M letounu Suchoj Su-57. Motor Izdělije 30 má mít o 30 % nižší měrnou hmotnost než jeho předchůdce AL-41F1 a až o 18 % vyšší účinnost, jeho odhadovaný tah je 107,9 kN (24 300 lbf) v suchém stavu a 171,7 kN (38 600 lbf) v přídavném spalování. Po zavedení sériové výroby má mít motor Izdělije 30 mnohem delší životnost než ostatní ruské motory.

### Kokpit
Vzhledem k omezením, která brání pořizování fotografií kokpitu, poskytl Matt Bodner z NBC News, první západní novinář, který si mohl letoun prohlédnout osobně, náhled bez fotografie z místa. Podle Bodnera je uspořádání pilotní kabiny shodné s kabinou Su-57. Má skleněný kokpit se dvěma hlavními multifunkčními LCD displeji o úhlopříčce 38 cm (15 palců), podobně jako je tomu u Su-35S. Kokpit je vybaven širokoúhlým (30° na 22°) head-up displejem (HUD).

### Avionika
Elektronická infrastruktura letounu Checkmate je celá s otevřenou architekturou a využívá diagnostické systémy "Matryoska", které jsou většinou umístěny na palubě. Podle ruských novin Top War je prototyp Su-75 vybaven aktivním radarem s fázovanou soustavou. Podle Jurije Belije radarová konstrukční kancelář NIIP plánuje pro letoun vyvinout levný radar AESA.  Podle vicepremiéra Jurije Borisova bude mít letoun Checkmate stejné komponenty a avioniku jako Su-57, což je mechanismus snižování nákladů konstrukční kanceláří Suchoj. 

### Výzbroj
Šéf Rostecu v rozhovoru pro The Wall Street Journal uvedl, že stíhačka Su-75 ponese více než 7 tun výzbroje vzduch-vzduch a vzduch-země a bude schopna zasáhnout několik cílů najednou.

## Varianty
Ve vývoji je údajně bezpilotní varianta, na přání může být vyvinuta dvoumístná cvičná verze a uvažuje se také o verzi pro letadlové lodě.

## Potenciální provozovatelé
Rostec předpokládá, že hlavními exportními destinacemi pro letoun budou Argentina, Indie a Vietnam, zájem projevuje i africký trh. Suchoj hodlá v příštích 15 letech vyvézt do afrických zemí 300 letounů Su-75. Letoun byl rovněž navržen pro vývoz do Turecka, Saúdské Arábie a Spojených arabských emirátů. 
Generální ředitel pro export výrobků společnosti Rosoboronexport Alexandr Michejev na konferenci SITDEF-2021 uvedl, že o letoun Su-75 je zájem v řadě jihoamerických zemí. 

## Specifikace

### Technické údaje
- Posádka: 1
- Pohonná jednotka: NPO Saturn Izdělije 30 s přídavným spalováním

### Výkony
- Maximální rychlost: Mach 1,8
- Dolet: 3 000 km
- Omezení g: +8.0
- Tah/hmotnost: 1,0:1

### Avionika
- Š-121 multifunkční integrovaný radioelektronický systém (MIRES)
- Aktivní elektronicky snímaná soustava
- 101KS-V IRST systém